# Sierra de Ambato-chinchillarat
De Sierra de Ambato-chinchillarat (Abrocoma budini) is een chinchillarat die voorkomt in het zuidoosten van Catamarca en waarschijnlijk het noordoosten van La Rioja, in de Sierra de Ambato. De soort werd tot 2002 meestal als lokale vorm van de gewone chinchillarat (A. cinerea) gezien.
Deze soort heeft een bruinachtig grijze rug. Ook de buik is grijsachtig. Op het lichaam zitten enkele witte stukken. De Sierra de Ambato-chinchillarat is de donkerste soort van de groep. Het is ook de grootste soort: kop-romplengte meer 197 mm, staartlengte meer dan 130 mm, achtervoetlengte meer dan 29.5 mm.